# 1·2·3
「1・2・3」（日語：（ワンツースリー）は）是日本音樂組合After the Rain的樂曲。2019年12月15日以限量版單曲的方式發行。

## 收錄曲
1. 1・2・3
  - 作詞・作曲・編曲：Mafumafu
  - 東京電視台系列動畫 《寶可夢 旅途》主題曲[1]

## 其他版本
除了After the Rain演唱的原始版本，此曲另有三種翻唱版本，且皆作為動畫《寶可夢 旅途》的主題曲推出。
- 2020年8月9日：由西川貴教（T.M.Revolution）和鬼龍院翔（Golden Bomber）翻唱。
- 2021年1月8日：由乃木坂46的組合「炸雞姊妹」（生田繪梨花和松村沙友理）翻唱。
- 2022年3月4日：由飾演小智的松本梨香與飾演小豪的山下大輝翻唱。